# Gaëtan Murat
Pierre-Gaëtan-Nicolas-Ferdinand, 2e comte Murat (20 septembre 1798, Labastide-Murat - 25 décembre 1845, château de la Bastide), est un homme politique français. 

## Biographie
Héritier du château de Labastide-Murat, Gaëtan Murat y fait construire une serre et une chapelle (qui ont été détruites en 1914). Il est membre du Conseil général du Lot pour le canton de Figeac-Ouest jusqu'en 1842.
Il est élu, le 28 octobre 1830, député bonapartiste du grand collège du Lot, en remplacement de Séguy, démissionnaire. 

### Vie familiale
Neveu de Joachim Murat, il épousa Marie-Pauline de Méneval, fille de Claude François de Méneval. Ils eurent :
- Joachim Joseph André Murat (1828-1904), 3e et dernier comte Murat, député du Lot (1854-1870, 1871-1889) ;
- Caroline Murat (1836-1902), épouse de Maximilien, marquis du Tillet, fils de Charles-Louis-Alphonse, marquis du Tillet, et de Justine de Touraille. Ils seront les parents de Jacques du Tillet.